# 诺让拉托
诺让拉托（法語：Nogent-l'Artaud，法語發音：[nɔʒɑ̃ laʁto]）是法国上法蘭西大區埃纳省的一个市镇，属于蒂耶里堡区。

## 地理
诺让拉托（48°57'54"N, 3°19'25"E）面积23.99 平方千米，位于法国上法蘭西大區埃纳省，该省份为法国北部内陆省份，北起北部省，西接索姆省和瓦兹省，东临阿登省和马恩省，西南至塞纳-马恩省，东北部与比利时接壤。
与诺让拉托接壤的市镇（或旧市镇、城区）包括：拉沙佩勒叙谢济、马恩河畔沙尔利、马恩河畔谢济、帕旺、马恩河畔罗姆尼、索尔舍里、维耶勒迈松、巴斯韦勒、翁德维利耶、韦尔德洛。

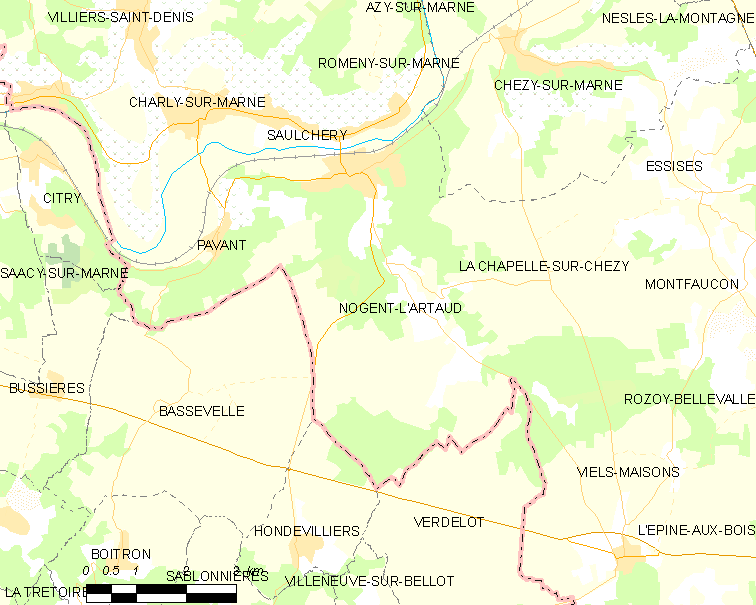
诺让拉托的OSM定位图

诺让拉托的时区为UTC+01:00、UTC+02:00（夏令时）。

## 行政
诺让拉托的邮政编码为02310，INSEE市镇编码为02555。

## 政治
诺让拉托所属的省级选区为马恩河畔埃索姆县。

## 人口

1962-2008年间诺让拉托人口变化图示

诺让拉托于2022年1月1日时的人口数量为2089人。